# Municipio de Swan (Indiana)
El municipio de Swan (en inglés: Swan Township) es un municipio ubicado en el condado de Noble en el estado estadounidense de Indiana. En el año 2010 tenía una población de 2399 habitantes y una densidad poblacional de 25,6 personas por km².

## Geografía
El municipio de Swan se encuentra ubicado en las coordenadas 41°18′46″N 85°15′35″O / 41.31278, -85.25972. Según la Oficina del Censo de los Estados Unidos, el municipio tiene una superficie total de 93.71 km², de la cual 93,62 km² corresponden a tierra firme y (0,09 %) 0,09 km² es agua.

## Demografía
Según el censo de 2010, había 2399 personas residiendo en el municipio de Swan. La densidad de población era de 25,6 hab./km². De los 2399 habitantes, el municipio de Swan estaba compuesto por el 98,21 % blancos, el 0,08 % eran afroamericanos, el 0,17 % eran asiáticos, el 0,17 % eran de otras razas y el 1,38 % eran de una mezcla de razas. Del total de la población el 1,13 % eran hispanos o latinos de cualquier raza.